# Show What I Have World Tour
Tournées par IVE
The Prom Queens
(2023)
Le Show What I Have World Tour, officiellement IVE 1st World Tour "Show What I Have", est la première tournée mondiale de concerts du girl group sud-coréen IVE. Elle a débuté le 7 octobre 2023 à Séoul, en Corée du Sud, et s'est achevée le 5 septembre 2024 au Tokyo Dome, au Japon. La tournée a mobilisé plus de 420 000 spectateurs à travers plusieurs villes du Japon, d'Asie-Pacifique, des États-Unis, d'Europe et d'Amérique Latine.

## Annonce
Le 11 août 2023, IVE annonce sur ses réseaux sociaux le lancement de sa première tournée mondiale, le "Show What I Have" World Tour. Quatre premières dates sont alors dévoilées. La tournée prévoit de débuter avec deux jours de concert, les 7 et 8 octobre 2023, au Jamsil Indoor Stadium à Séoul, suivi des 15 et 16 novembre 2023, à la K-Arena Yokohama au Japon.  
Le 8 octobre 2023, IVE tient une conférence de presse en l'honneur du début de sa tournée mondiale et révèle que la tournée passera à travers 27 villes, dans 19 pays différents, dont le Japon, l'Asie, l'Amérique du Nord, l'Europe et l'Amérique du Sud. Par ailleurs, les deux premières dates à Séoul affichent complet et mobilisent environ 11 000 personnes. 
Le 8 novembre 2023, les 27 destinations de la tournée, principalement composée d'aréna, sont révélées. Les dates s'étalent initialement jusqu'à juillet 2024, avec une pause entre avril et mai destinée à promouvoir le nouvel album du groupe, Ive Switch. Par la suite, des dates supplémentaires sont ajoutées pour Taïwan et Hong Kong en raison d'une forte demande,.
Le 1er avril 2024, IVE annonce que la performance finale venant clôturer le "Show What I Have" World Tour se tiendra les 4 et 5 septembre 2024, au Tokyo Dome, au Japon.
Le 10 juin 2024, IVE annonce deux nouvelles dates de concerts à Séoul, les 10 et 11 août 2024 au KSPO Dome.

## Accueil
La rédaction du Billboard note qu'à travers ses performances soignées et sa production élaborée, le concert de IVE rappel que le groupe s'est déjà taillé une identité et une couleur bien distinctes en tant que « Reines du bal de la K-pop » et que ce n'est pas chose facile d'être capable d’adopter son propre personnage dans la sphère pop.
Le journaliste de Daily Star, qualifie le concert de IVE à l'O2 Arena comme le meilleur qu'il n'ai jamais vu de sa vie. Il a également complimenté la performance du groupe, écrivant : « Il était impossible de se sentir triste. Des incroyables tenues de scène ornées de cristaux, aux voix claires et à la chorégraphie précise, il n'y avait pas une seconde pour s'ennuyer ou être déçu ».

## Dates de la tournée
| Date(s)                        | Pays           | Ville          | Lieu                         | Audience       | Réf.           |
| Asie-Pacifique                 | Asie-Pacifique | Asie-Pacifique | Asie-Pacifique               | Asie-Pacifique | Asie-Pacifique |
| ------------------------------ | -------------- | -------------- | ---------------------------- | -------------- | -------------- |
| 7 et 8 octobre 2023            | Corée du Sud   | Séoul          | Jamsil Indoor Stadium        | 11 000         | [ 14 ]         |
| 15 et 16 novembre 2023         | Japon          | Yokohama       | K-Arena Yokohama             | 40 000         | [ 15 ]         |
| 27 janvier 2024                | Thaïlande      | Bangkok        | Impact Arena                 | NC             | [ 16 ]         |
| 31 janvier et 1er février 2024 | Japon          | Fukuoka        | Marine Messe Fukuoka, Hall A | 38 000         | [ 17 ]         |
| 7 et 8 février 2024            | Japon          | Osaka          | Osaka-jō Hall                | 38 000         | [ 17 ]         |
| 17 février 2024                | Malaisie       | Kuala Lumpur   | Axiata Arena                 | 7 000          | [ 18 ]         |
| 24 février 2024                | Singapour      | Singapour      | Singapore Indoor Stadium     | 8 500          | [ 19 ]         |
| 2 et 3 mars 2024               | Taïwan         | Taipei         | NTSU Arena                   | 18 000         | [ 20 ]         |
| Amérique du Nord               |                |                |                              |                |                |
| 13 mars 2024                   | États-Unis     | Los Angeles    | Kia Forum                    | 11 500         | [ 21 ]         |
| 16 mars 2024                   | États-Unis     | Oakland        | Oakland Arena                | 12 100         | [ 21 ]         |
| 20 mars 2024                   | États-Unis     | Fort Worth     | Dickies Arena                | 7 300          | [ 21 ]         |
| 24 mars 2024                   | États-Unis     | Atlanta        | State Farm Arena             | 7 200          | [ 21 ]         |
| 26 mars 2024                   | États-Unis     | Rosemont       | Allstate Arena               | 7 400          | [ 21 ]         |
| 29 mars 2024                   | États-Unis     | Newark         | Prudential Center            | 11 600         | [ 21 ]         |
| Europe                         |                |                |                              |                |                |
| 4 juin 2024                    | France         | Paris          | Accor Arena                  | NC             | [ 22 ]         |
| 7 juin 2024                    | Espagne        | Barcelone      | Palau Sant Jordi             | NC             | [ 22 ]         |
| 10 juin 2024                   | Allemagne      | Berlin         | Mercedes-Benz Arena          | NC             | [ 22 ]         |
| 13 juin 2024                   | Pays-Bas       | Amsterdam      | Ziggo Dome                   | NC             | [ 22 ]         |
| 16 juin 2024                   | Royaume-Uni    | Londres        | The O2 Arena                 | NC             | [ 22 ]         |
| Amérique Latine                |                |                |                              |                |                |
| 23 juin 2024                   | Mexique        | Mexico         | Palais des sports de Mexico  | NC             | [ 23 ]         |
| 26 juin 2024                   | Brésil         | São Paulo      | Espaço Unimed                | NC             | [ 23 ]         |
| 30 juin 2024                   | Chili          | Santiago       | Movistar Arena               | 6 400          | [ 23 ]         |
| Asie-Pacifique                 |                |                |                              |                |                |
| 6 et 7 juillet 2024            | Chine          | Hong Kong      | AsiaWorld-Arena              | NC             |                |
| 13 juillet 2024                | Philippines    | Manille        | SM Mall of Asia Arena        | NC             |                |
| 25 juillet 2024                | Australie      | Melbourne      | Rod Laver Arena              | NC             |                |
| 28 juillet 2024                | Australie      | Sydney         | Qudos Bank Arena             | NC             |                |
| 10 et 11 août 2024             | Corée du Sud   | Séoul          | KSPO Dome                    | 20 000         | [ 24 ]         |
| 24 août 2024                   | Indonésie      | Jakarta        | ICE BSD City, Hall 5-6       | NC             |                |
| 4 et 5 septembre 2024          | Japon          | Tokyo          | Tokyo Dome                   | 95 800         | [ 25 ]         |
| Total                          | Total          | Total          | Total                        | 420 000        | [ 26 ]         |